# Пискун, Николай Леонидович
 Николай Леонидович Пискун (род. 10 мая 1944, Изяслав, Каменец-Подольская область) — государственный деятель, депутат Государственной думы РФ второго и третьего созывов.

## Биография
Учился в Житомирском автодорожном техникуме. В 1972 году окончил Хмельницкий технологический институт бытового обслуживания по специальности «инженер-механик».

### Депутат госдумы
С 1995 г. — депутат Государственной Думы Федерального собрания РФ по Таймырскому одномандатному избирательному округу № 219 (Таймырский Долгано-Ненецкий автономный округ). Переизбран в 1999 году. В 2003 году ему присвоено звание «Почетный гражданин Таймыра».